# Aktywność reninowa osocza
Aktywność reninowa osocza, ARO – badanie określające aktywność w osoczu enzymu reniny, stosowane głównie w diagnostyce nadciśnienia tętniczego i zespołu Gitelmana. 

## Metoda
Aktywność reniny określa się pośrednio poprzez oznaczenie stężenia angiotensyny I, hormonu powstającego pod wpływem aktywacji przez reninę. Oznaczenia dokonuje się w temperaturze 37 °C, za pomocą metody radioimmunologicznej, przy użyciu angiotensyny I znakowanej I125.
Badanie wykonuje się w spoczynku, po 6–8 godzinach odpoczynku nocnego, przy standardowej diecie solnej (100–120 mmol NaCl/d), oraz po aktywacji – krew pobiera się po 3-dniowym ograniczeniu soli w diecie do 20 mmol/d i po 3–4-godzinnej pionizacji. Dodatkowo przy diagnostyce zwężenia tętnicy nerkowej stosuje się także aktywację kaptoprylem. Na 2–3 tygodnie przed badaniem należy odstawić leki hipotensyjne oraz takie, które mogą modyfikować gospodarkę wodno-elektrolitową. 
Krew pobiera się do probówki zawierającej EDTA na lodzie i odwirowuje w temperaturze 4 °C. Zamrożone osocze można przechowywać nie dłużej niż miesiąc.

## Wyniki
Norma aktywności reninowej osocza wynosi w spoczynku 1,46 ± 0,23 ng/ml/h. Po aktywacji jest około 3–7 razy większa. Wynik jest zależny od wieku pacjenta, pory oznaczenia czy pozycji ciała. Przyjmowanie metyldopy, klonidyny, propranololu może powodować zmniejszenie ARO, a leków moczopędnych, inhibitorów konwertazy angiotensyny, dihydralazyny, doustnych środków antykoncepcyjnych zwiększenie.
W stanach patologicznych podwyższone wartości ARO obserwuje się w przypadku: nadciśnienia złośliwego, nadciśnienia pierwotnego, zwężenia tętnicy nerkowej, reninomie, nadciśnieniu jatrogennym. Obniżone wartości mogą sugerować: zespół Conna lub defekty wydzielania reniny.
Pacjenci z nadciśnieniem tętniczym i niską ARO charakteryzują się dobrą odpowiedzią na spironolakton, natomiast z wysoką ARO dobrze reagują na leki beta-adrenolityczne i antagonisty kanału wapniowego.
Przy jednostronnym zwężeniu tętnicy nerkowej ze współistniejącym nadciśnieniem tętniczym wykonuje się oznaczenie tzw. ilorazu ARO. Pobiera się krew podczas cewnikowania żył nerkowych, a następnie porównuje aktywność reninową osocza w materiale z chorej oraz zdrowej nerki. Podwyższone wartości (150% normy lub więcej) w nerce chorej sugerują nadciśnienie naczyniowonerkowe.